# Közlekedésbiztonsági Szervezet

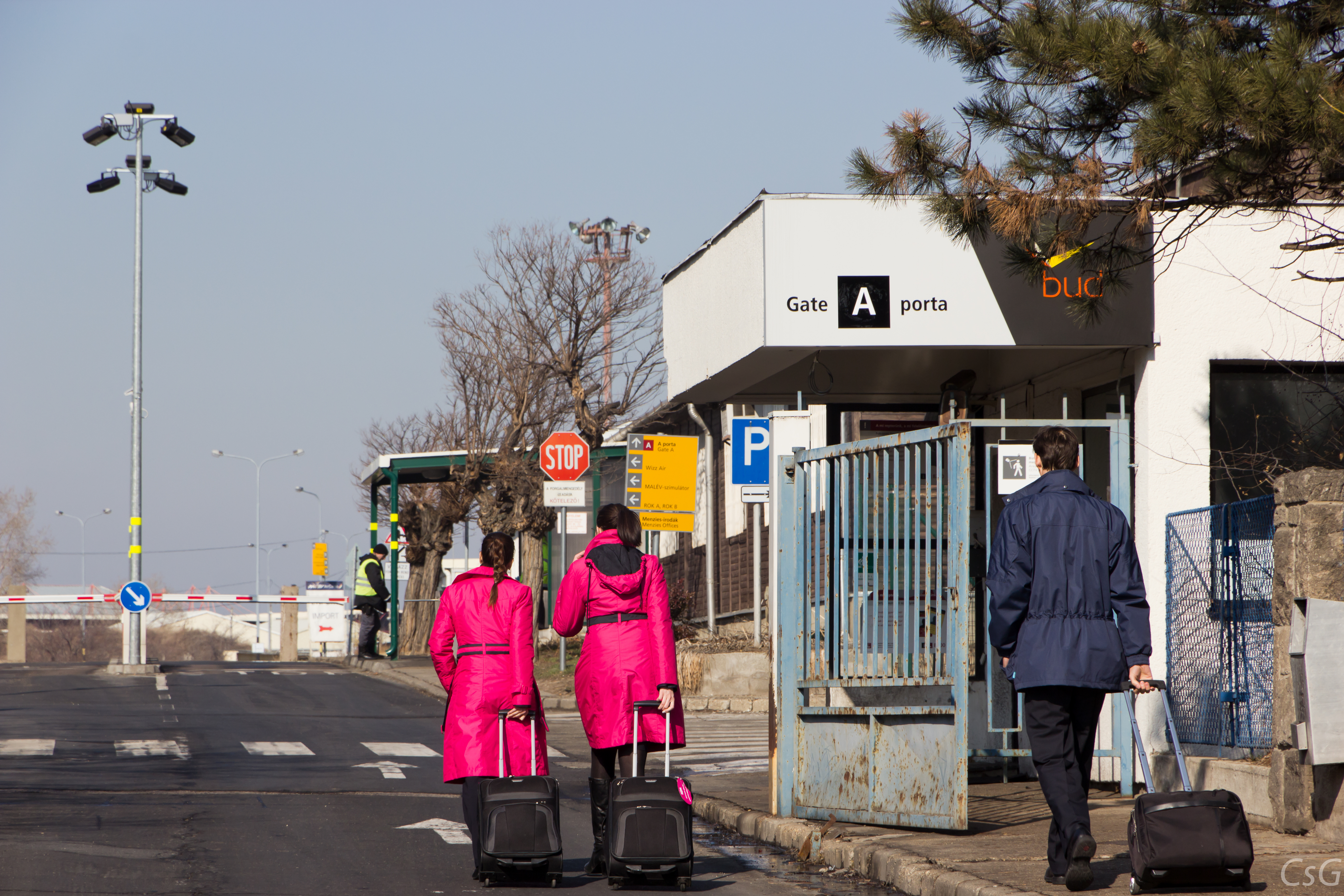
A Porta, Budapest Liszt Ferenc nemzetközi repülőtér

Közlekedésbiztonsági Szervezet (KBSZ) (angolul: Transportation Safety Bureau of Hungary (TSB) létrehozásáról és jogállásáról a légi-, a vasúti és a víziközlekedési balesetek, és egyéb közlekedési események szakmai vizsgálatáról szóló 2005. évi CLXXXIV. törvény rendelkezett. 2006. január 1-jétől vette át szolgálatát jogelődjétől.
A 2006. évi törvény alapján, a Közlekedésbiztonsági Szervezet jogállását a Kormány a Közlekedésbiztonsági Szervezetről szóló 278/2006. (XII. 23.) Korm. rendelettel  újraszabályozta, országos illetékességgel eljáró közlekedésbiztonsági szervként kijelölte. Felügyeleti szerve az Építési és Közlekedési Minisztérium. Székhelye a Laurus Irodaház.
Feladata, független szakmai vizsgálat a légi-, a vasúti és a vízi közlekedési baleseteknél, és egyéb közlekedési eseményeknél. Hasonló események elkerülése érdekében munkabiztonsági ajánlásokat tesz. Alapvető célként a megelőzést tekinti. Nem csak a balesetek kivizsgálása, a megelőző munkabiztonsági ajánlások, hanem a technológiai kutatást, a jogi háttért, valamint a közlekedésbiztonsági előírásokat is kezdeményezi, a biztonságos cél (emberi életek védelme) érdekében megváltoztatni. Törvényi lehetőségeit figyelembe véve oktatással, felvilágosítással is elősegíti céljainak teljesítését. Működéséről éves jelentésben köteles készíteni a Kormány részére, munkájáról, biztonsági ajánlásairól, a közlekedés biztonságot segítő törvényjavaslatairól.
Működési ideje alatt 2006-2010 között 5559 bejelentést fogadott,  406 eljárást zárt le biztonsági ajánlással. A repülés terén évente 60-80, a hajózásban 10-15 esemény kapcsán indított szakmai vizsgálatot. A korábbi években jellemző 15-20 körüli vasúti esetszám megközelítette a negyvenet. Tapasztalataival szerzett szellemi tőke a légi-, és a vasúti közlekedés, valamint a vízi közlekedés közlekedésbiztonságot fokozó intézkedései hozzájárultak a balesetekkel járó halálos vagy súlyos személyi sérülések, anyagi kár és környezetszennyezés elkerüléséhez.
A jogelőd szervezete a Polgári Légiközlekedési Biztonsági Szervezet (POLÉBISZ) (angolul:(Civil Aviation Authority (Hungary) – CASB).